# Бирув
Гора Бирув (пол. Góra Birów) — это высокая (461 м) скалистая гора на Краковско-Ченстоховской возвышенности Польши рядом с деревней Подзамче около города Огродзенец. С её вершины открывается панорама окрестностей на десятки километров. В частности хорошо видны Замкова гора (самая высокая вершина Краковско-Ченстоховской возвышенности), а также Смоленский замок и холм Сухы Полец.

## История
Бирув создан самой природой как уникальное неприступное укрепление: плоская вершина окружена почти вертикальными скалистыми стенами. Благодаря этому на вершине с древнейших времён располагались поселения людей. Археологические исследования помогли доказать, холм был обитаем ещё в конце неолита, а затем и в бронзовом веке. Здесь обнаружены следы лужицкой культуры.
Крупное поселение на холме имелось и в II—V веках н. э.
К концу XIII века здесь располагался целый город с деревянными стенами и постройками. Археологи выяснили, что в первой половине XIV века во время войны Владислава I Локетека с чехами город был сожжён. С тех пор поселение долго оставалось почти необитаемым.
Восстановленная башня

## Современное состояние
В 2007—2008 годах деревянный замок был частично восстановлен и открыт для осмотра, как одна из местных туристических достопримечательностей.

## Альпинизм
Скалы горы Бирув очень привлекательным для альпинистов. Имеется несколько десятков маршрутов для скалолазания, причём все они хорошо оборудованы для использования надёжной страховки. Часть маршрутов считается очень трудной в системе категорий сложности скалолазания. Для удобства альпинистов местные власти провели комплексную вырубку деревьев и кустарников, покрывающих камни.
Северная часть скал Горы Бирув часто посещаются спелеологами.